# Quận Jefferson, Florida
Quận Jefferson là một quận thuộc tiểu bang Florida, Hoa Kỳ. Quận lỵ đóng ở Monticello6. 
Dân số theo điều tra năm 2000 của Cục điều tra dân số Hoa Kỳ là 12.902 người.

## Địa lý
Theo Cục điều tra dân số Hoa Kỳ, quận này có diện tích 1650 km2, trong đó có 100 km2 là diện tích mặt nước.